# Kitia Touré
Pour les articles homonymes, voir Touré.
Kitia Touré, né en 1956 à Ayamé et mort le 19 décembre 2012, est un écrivain, réalisateur, scénariste et enseignant-chercheur d’université de la Côte d'Ivoire.
Touré est né à Ayamé dans la région d'Aboisso au sud-est de la Côte d'Ivoire.

## Filmographie
- 1984 : Comédie exotique, avec Yao Joachim Ouattara, François Tilly, André Gardies, Laura Favali, Awa Coulibaly